# Nick Ahmed
Nicholas Mark Ahmed (né le 15 mars 1990 à East Longmeadow,, Massachusetts, États-Unis) est un joueur d'arrêt-court de la Ligue majeure de baseball.

## Carrière
Joueur des Huskies de l'université du Connecticut, Nick Ahmed est le choix de deuxième ronde des Braves d'Atlanta en 2011. Il amorce sa carrière professionnelle en ligues mineures la même année dans l'organisation des Braves. Le 24 janvier 2013, les Braves transfèrent Ahmed, les lanceurs droitiers Randall Delgado et Zeke Spruill ainsi que les joueurs de troisième but Martín Prado et Brandon Drury, aux Diamondbacks de l'Arizona en retour du voltigeur étoile Justin Upton et du troisième but Chris Johnson.
Après une difficile saison 2013 dans les ligues mineures avec un club-école des Diamondbacks, Nick Ahmed rebondit avec un bon départ en 2014, ce qui lui vaut une première promotion au plus haut niveau. Il fait ses débuts dans le baseball majeur avec Arizona le 29 juin 2014. À son premier match, face aux Padres à San Diego, il réussit aux dépens du lanceur Odrisamer Despaigne son premier coup sûr dans les majeures.